# Ambasada Białorusi w Duszanbe
Ambasada Białorusi w Duszanbe (biał. Пасольства Рэспублікі Беларусь у Душанбэ‎; ros. Посольство Республики Беларусь в Душанбе‎) – misja dyplomatyczna Republiki Białorusi w Republice Tadżykistanu.
Ambasador Białorusi w Duszanbe oprócz Republiki Tadżykistanu akredytowany jest także w Islamskiej Republice Afganistanu.

## Historia
Białoruś nawiązała stosunki dyplomatyczne z Tadżykistanem 5 września 1996. Ambasadę Białorusi w Duszanbe otworzono w 2011.
Białoruś nawiązała stosunki dyplomatyczne z Afganistanem 15 czerwca 1999.